# Bysyttach
Bysyttach (ros. Бысыттах) – wieś w Rosji, w Jakucji, w ułusie niurbińskim. W 2010 liczyła 550 mieszkańców.